# ليونيل مانغا
ليونيل مانغا هو صحفي كاميروني، ولد في 1955 في دوالة في الكاميرون.